# Vivo Z6
vivo Z6 是vivo于2020年2月29日发布的一款5G智能手机，属于vivo Z系列。该机型屏幕采用3.85mm极点屏设计、五摄镜头（后四）、支持5G网络、快速充电，拥有星际银、 冰川纪、极影黑三种颜色款式可选择。